# Domy bamberskie prawobrzeżnego Poznania

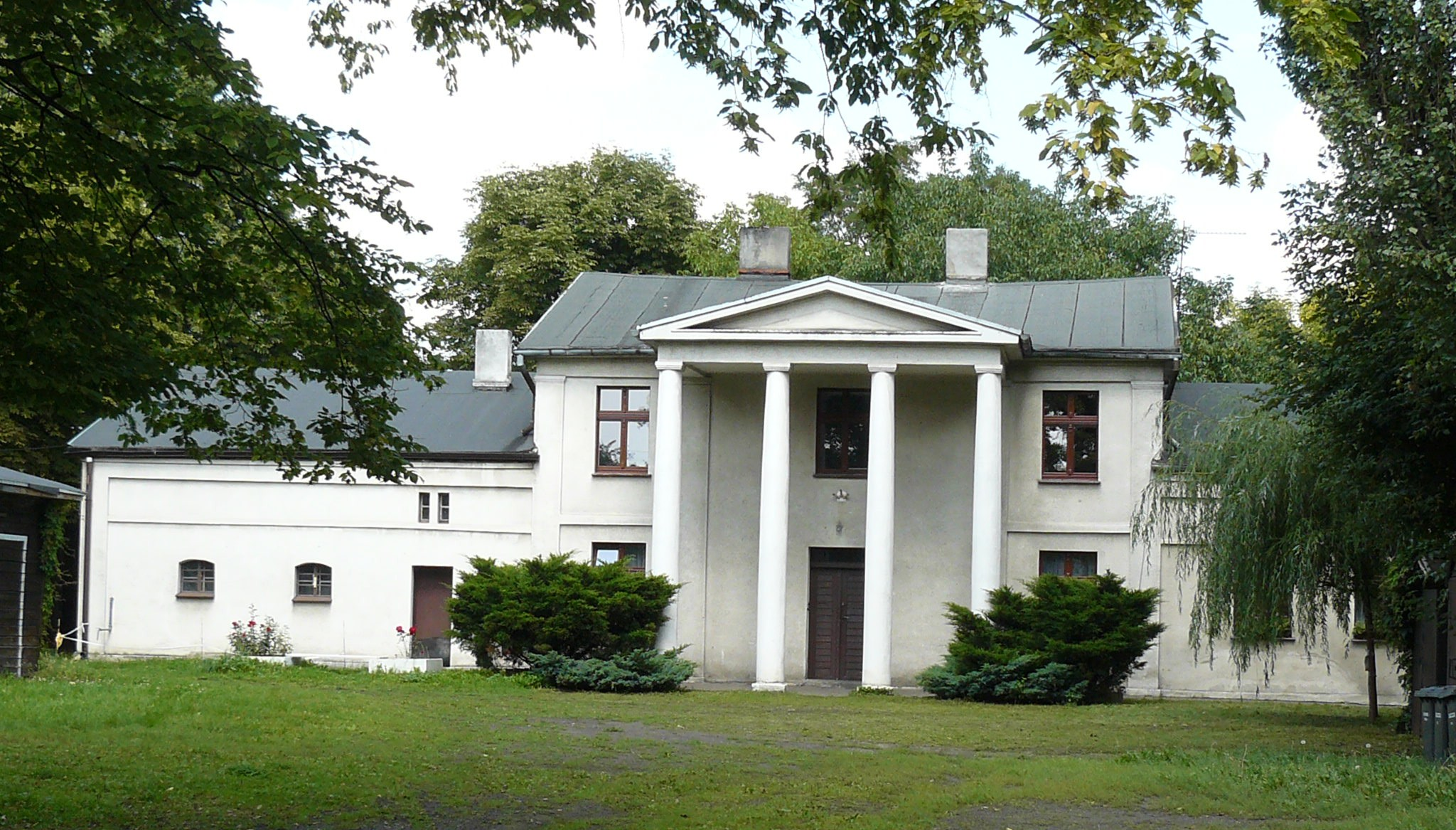
Dom Ciesielczyków

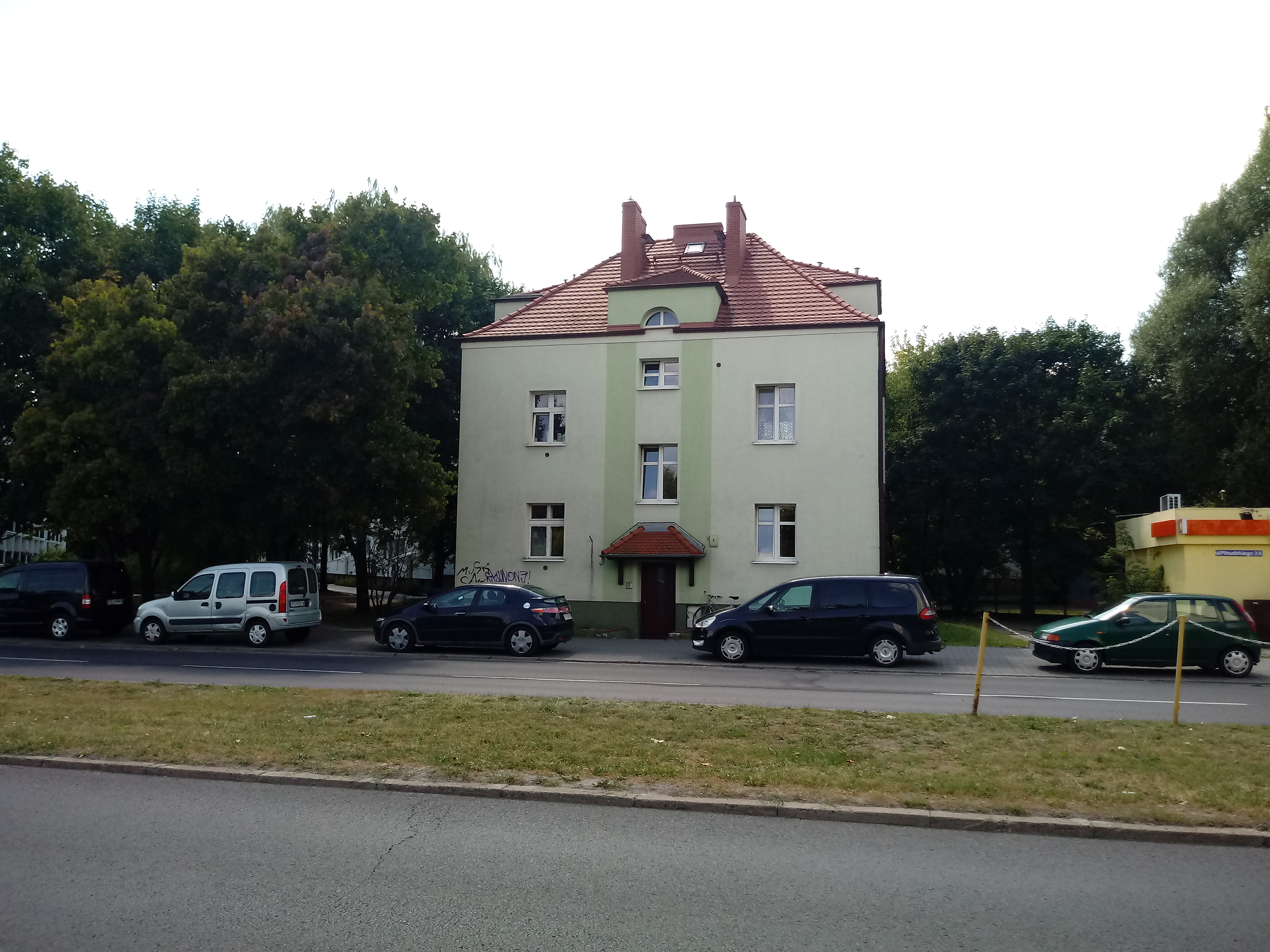
Dom Rothów, ul. Piłsudskiego, dawniej ul. Wioślarska

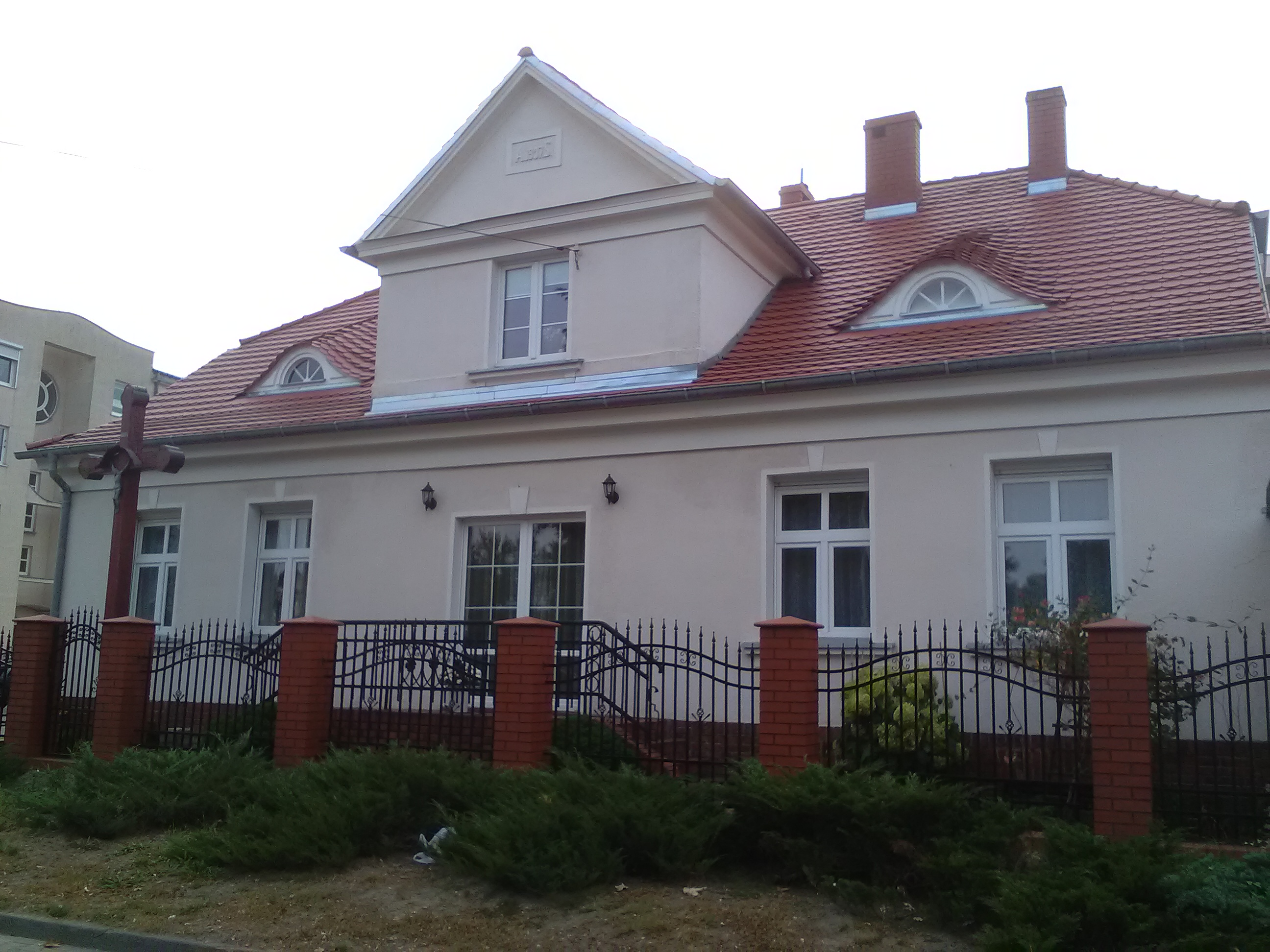
Dom Chmielewskich na ulicy Byteńskiej

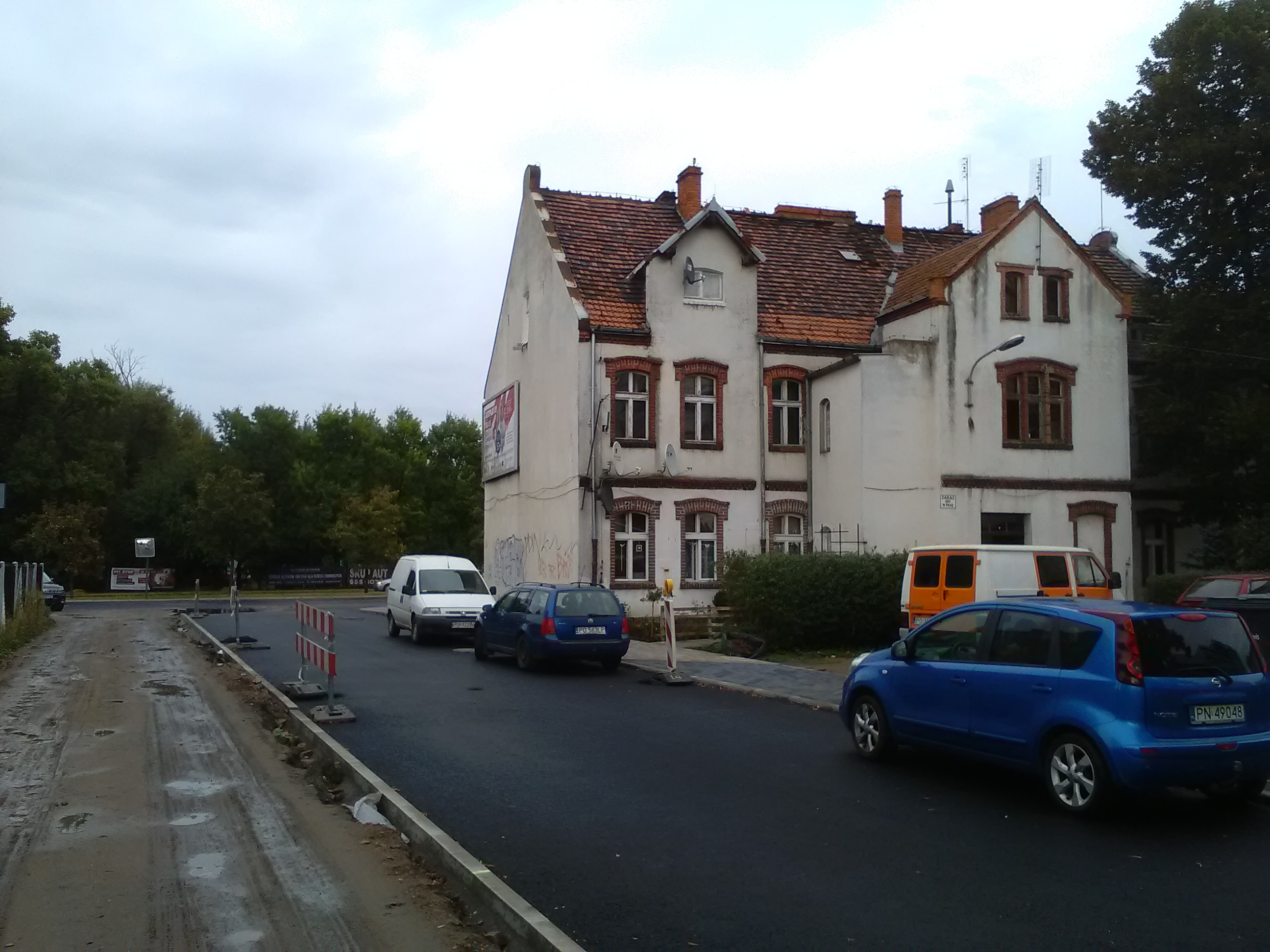
Dom Kaniewskich, widok od strony ulicy Morzyczańskiej

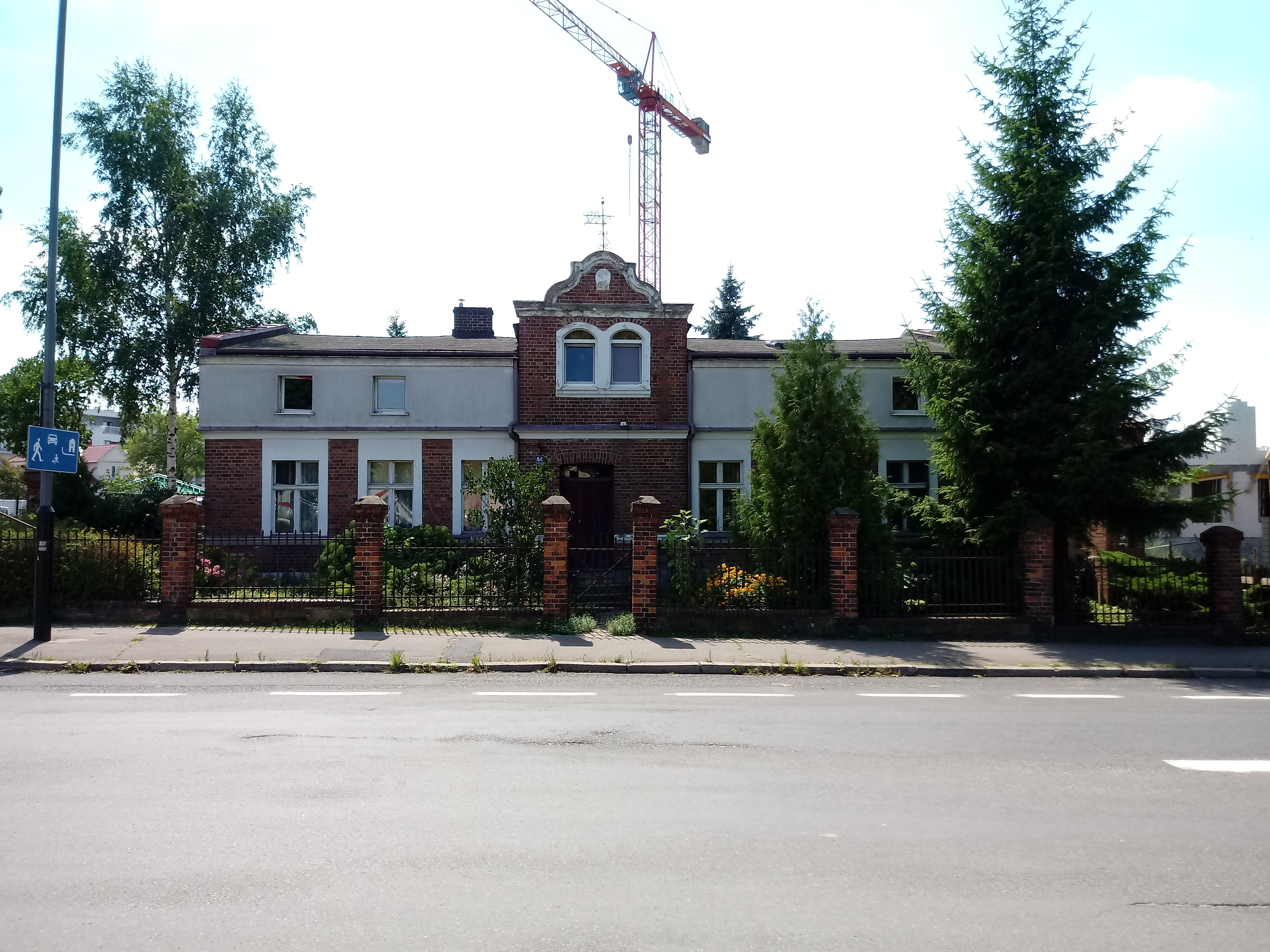
Dom Piechowiaków, widok od ul. Piłsudskiego, dawniej ul. Ostrowskiej

Domy bamberskie prawobrzeżnego Poznania – pozostałe pojedyncze budynki mieszkalne, budowane przez mieszkańców pochodzenia bamberskiego lub skoligaconych Polaków, zasiedlających dawne wsie podpoznańskie, które obecnie stanowią dzielnice miasta i uległy głębokim przekształceniom przestrzennym.

## Geneza
Dawne wsie podpoznańskie, zlokalizowane na prawym brzegu Warty, w dużym stopniu zasiedlone były przez ludność bamberską. Spory odsetek tej ludności należał do grupy osób zamożnych lub bardzo zamożnych, co uwarunkowane było wysokim poziomem gospodarki rolnej i bliskim rynkiem zbytu w postaci dużego miasta. Rodziny bogatych rolników podmiejskich (Bambrów lub Polaków skoligaconych z Bambrami) często lokowały swój majątek w okazałych budynkach mieszkalnych, z których niewielka część przetrwała do dzisiaj i stanowi element dziedzictwa historycznego Poznania. Częstokroć nawiązują one do staropolskiej architektury dworkowej. Pochodzą najczęściej z końca XIX i początków XX wieku. Najwięcej takich obiektów w prawobrzeżnej części Poznania, zlokalizowanych jest na Ratajach, Żegrzu i Minikowie.

## Rataje
- Dom Ciesielczyków, ul. Rataje - najbardziej okazała realizacja tego typu,
- Dom Rothów, ul. Piłsudskiego 2 (dawniej Wioślarska 35) - uniknął wyburzenia w latach 80. XX w.

## Żegrze
- Dom Chmielewskich, narożnik ulic Rzeczańskiej i Byteńskiej (1907) - przed obiektem krzyż z tego samego roku,
- Dom Kaniewskich, narożnik ulic Piłsudskiego i Morzyczańskiej - z domem dla służby w podwórzu,
- Dom Piechowiaków, narożnik ulic Ostrowskiej i Rzeczańskiej (1907) - przed domem kapliczka Serca Pana Jezusa,
- Dom Szymkowiaków, ul. Gołężycka.

## Minikowo
- gospodarstwo Schneiderów, ul. Minikowo 7 (XIX w., rozbudowane w 1909, renowacja 2001 z utratą części ornamentu) - obiekt z czerwonej cegły, częściowo otynkowany,
- drugie gospodarstwo Schneiderów, ul. Baranowska 12 (1912-1914, w miejscu zabudowań XIX-wiecznych) - przed domem kolumna maryjna o wysokości 4,5 m z 1892, ufundowana przez małżeństwo Józefa i Maryannę Heigelmannów, poprzednich właścicieli gospodarstwa,
- Dom Muthów, ul. Ożarowska 40 (przełom XIX i XX wieku) - wybudowany przez jedną z gałęzi rodu Muthów w stylu dworu szlacheckiego. Jeden z najokazalszych tego typu obiektów w mieście.